# وتون يوندروود (باكينجهامشير)
وتون يوندروود (بالإنجليزية: Wotton Underwood)‏ هي قرية و أبرشية مدنية تقع في المملكة المتحدة في إنجلترا. يقدر عدد سكانها بـ 119 نسمة .